# Romantisme (revue)
Romantisme, sous-titré Revue du dix-neuvième siècle, est une revue, à comité de lecture, dédiée à la poésie et à la littérature romantiques. Fondée en 1971, elle est publiée de manière trimestrielle et dirigée par Alain Vaillant. Elle est éditée depuis 2008 par les éditions Armand Colin.

## Historique
Depuis sa création en 1971, Romantisme est la revue de la Société des études romantiques et dix-neuviémistes. Elle est publiée initialement de manière semestrielle par les éditions SEDES puis devient en 1976 trimestrielle. En 2008, elle est reprise par les éditions Armand Colin.